# José Agustín Gallego
José Agustín Gallego (Rentería, 8 de abril de 1923 - Cambridge, Reino Unido, 17 de septiembre de 2006) fue un futbolista español que jugó como extremo en varios clubes de la English Football League en las décadas de 1940 y 1950. 

## Biografía
Gallego nació en Rentería, País Vasco, y su padre era funcionario del gobierno español que huyó a Inglaterra como refugiado en 1937 durante la guerra civil española. Gallego llegó a Inglaterra a los 14 años junto con sus tres hermanas y su hermano menor, Antonio, quien también tuvo una breve carrera como futbolista profesional, como portero del Norwich City. Algunos de los otros refugiados también se convirtieron en futbolistas, como Raimundo Lezama, Sabino Barinaga y Emilio Aldecoa.
La familia se estableció en Cambridge, donde José jugó al fútbol por primera vez con el Cambridge Town en 1942. En 1945, Antonio se unió a él en el Cambridge Town, ahora entrenado por el exdelantero Vic Watson, y en 1946 el equipo ganó la Copa de East Anglia.
En enero de 1947, Gallego se trasladó al Brentford de la Segunda División de la Football League, donde permaneció una temporada y media, disputando seis partidos de liga.
En el verano de 1948, fichó por el Southampton, otro club de Segunda División. Aunque marcó en su debut con el filial, solo jugó un partido con el primer equipo, sustituyendo al lesionado Wilf Grant como extremo izquierdo en la derrota por 3-0 ante el Barnsley el 2 de octubre de 1948. Gallego fue el séptimo jugador de esa temporada en vestir el dorsal 11, antes de que Grant regresara para el siguiente partido. Aunque su debut fue descrito como "muy prometedor" y "merecedor de otra oportunidad", Gallego sufrió una fractura de tobillo tras recibir una dura paliza del lateral del Barnsley y decidió abandonar el fútbol profesional a tiempo completo.
El Southampton intentó venderlo al Exeter City en el verano de 1950, pero Gallego se negó y, en su lugar, fichó por el Colchester United junto con su compañero de equipo, Bill Rochford. El Colchester iniciaba su primera temporada en la Football League, pero Gallego solo disputó cuatro partidos antes de descender a las categorías inferiores.
Luego disfrutó de seis temporadas jugando a tiempo parcial en Cambridge, esta vez con el Cambridge United, y jugó en las ligas menores hasta después de cumplir 50 años. Gallego trabajó durante treinta años para la junta de gas de Cambridge como inspector de contadores y continuó jugando al golf. Gallego falleció el 17 de septiembre de 2006 a la edad de 83 años.

## Clubes

### Jugador
| Club                   | País       | Periodo   | Liga PJ (G) |
| ---------------------- | ---------- | --------- | ----------- |
| Cambridge Town         | Inglaterra | 1942-1946 |             |
| Brentford F.C.         | Inglaterra | 1947-1948 | 6 (0)       |
| Southampton F.C.       | Inglaterra | 1948-1950 | 1 (0)       |
| Colchester United F.C. | Inglaterra | 1950-1952 | 4 (0)       |
| Cambridge United F.C.  | Inglaterra | 1952-1957 |             |
| Biggleswade Town F.C.  | Inglaterra | 1957-19?? |             |